# François Veillon
Pour les articles homonymes, voir Veillon.
François Veillon, né le 28 novembre 1793 à Roche et mort le 25 janvier 1859 à Bex, est un magistrat et une personnalité politique suisse, membre de la Gauche Libérale (futur parti radical-démocratique). Il est député du canton de Vaud au Conseil national de 1848 à 1851.

## Biographie
François Veillon naît le 28 novembre 1793 à Roche, dans le canton de Vaud. Protestant, originaire de Bex, Noville et Rennaz, il est le fils de Jean Pierre Rodolphe Veillon, facteur des sels et commandant d'arrondissement, et d'Elisabeth Challand. Il épouse Gabrielle Françoise Elisabeth Veillon, sœur du député, conseiller d'État et militaire Charles Veillon. La sœur de François Veillon, Suzanne Elisabeth Veillon, est l'épouse d'Auguste de Loës, conseiller national et conseiller aux États.
Après des études de droit à l'académie de Lausanne et un doctorat, il exerce comme avocat à Roche, puis à Bex. Juge du tribunal de district d'Aigle, il en est le président de 1829 à 1833. Il est ensuite juge au tribunal d'appel, de 1833 à 1842. Il est en outre lieutenant-colonel dans l'armée suisse, commandant d'arrondissement à Aigle.

### Carrière politique
Il est député des Radicaux/Gauche Libérale (aile gauche du parti libéral) au Grand Conseil vaudois de 1831 à 1833 et de 1843 à 1851, député à la Constituante vaudoise de 1831 et conseiller national de 1848 à 1851. Il est de plus préfet du district d'Aigle de 1842 à 1859,.